# Эскадренные миноносцы типа S-113
Эскадренные миноносцы типа S-113 — тип эскадренных миноносцев, состоявший на вооружении Военно-морского флота Германии в период Первой мировой войны. Всего было построено 3 эсминца этого типа (все по программе 1916 года)

## Задание на проектирование
В ходе 1-й мировой войны, германским эсминцам, значительно чаще приходилось применять артиллерийское вооружение по сравнению с торпедным. В этой связи, немцы начали строить крупные эскадренные миноносцы с усиленным артиллерийским вооружением. Проектирование эсминца необычно большого водоизмещения, с артиллерией особо крупного калибра — 150-мм, явилось ответной реакцией Германии, на постройку в Англии, с 1915 года, первых лидеров эскадренных миноносцев («Лидеров флотилий»), водоизмещением до 2080 тонн. При разработке проекта делалась ставка на величину калибра главного артиллерийского вооружения. В то время, ни один эсминец в мире не располагал столь мощной артиллерией.

## Постройка и ввод в строй
В соответствии с программой 1916 г., для ВМС Германии, была заказана серия из 12 ед. больших эсминцев (2030 т., 36 уз., 4×150-мм, 6×ТА, 40 мин.) В строй успели вступить только два: «S-113», постройки судоверфи «Шихау» и «V-116», постройки судоверфи «Вулкан», Штеттин. 
Ходовые испытания кораблей показали, что при проектировании главной энергетической установки (ГЭУ) и при определении запаса топлива, были допущены ошибки. Эксплуатационный расход топлива значительно превышал проектный, что в сочетании с недостаточным запасом топлива, привело к уменьшению дальности плавания, почти в два раза, по сравнению с проектной. Однако, для ВМС Германии это не имело последствий, поскольку испытать эти корабли в боевых условиях немцы не успели. Большинство германских офицеров, которым пришлось «ходить» на этих эсминцах, не одобряли установку на них артиллерии столь большого калибра. Ручное заряжание тяжёлых снарядов, даже в спокойную погоду, требовало предельных физических усилий от орудийного расчёта, а в свежую погоду, скорострельность снижалась значительно, что в сочетании с несовершенством приборов управления артиллерийским огнём, затрудняло ведение прицельной стрельбы, особенно на больших дистанциях и при сильном волнении. 
После завершения 1-й мировой войны, по Версальскому договору, эти эсминцы были переданы в качестве военных трофеев, в ВМС Франции, и Италии, под названиями, соответственно: «Адмирал Сенес» и «Премуда», где зарекомендовали себя не с лучшей стороны.
В 1920 году, трофейный германский «суперэсминец» — «S-113», («Амираль Сенэ»), был тщательно обследован специальной комиссией, под руководством корабельного инженера Паоли. Этот нестандартный эсминец, поражал французских специалистов величиной водоизмещения и мощностью артиллерийского вооружения. Результаты работы комиссии, в значительной степени повлияли на преодоление психологического барьера, при разработке тактико-технического задания для проектирования первого французского большого контр-миноносца типа «Ягуар».

## Конструкция корпуса
Желание получить сильно вооружённые корабли вызвало перегрузку и, несмотря на высокий борт, корабли типа получились мало мореходными.

## Энергетическая установка
На кораблях типа в качестве ГЭУ была установлена паротурбинная ЭУ мощностью 56 000 л. с., состоящая из 2 турбин фирмы «Шихау» и 4 военно-морских нефтяных двухсторонних котлов.

## Вооружение
Миноносцы вооружались 4х1 150-мм орудиями. Торпедное вооружение эсминцев состояло из 4 600-мм торпедных аппаратов и 40 мин заграждения.

## Список миноносцев типа
| Название | Дата закладки | Дата спуска на воду | Дата вступления в состав флота                | Примечания |
| -------- | ------------- | ------------------- | --------------------------------------------- | ---------- |
| S-113    | 1916          | 31 января 1918      | 5 августа 1919                                |            |
| S-114    | 1917          | 11 апреля 1918      | исключён из списков флота (в 95 % готовности) |            |
| S-115    | 1917          | 20 июля 1918        | исключён из списков флота (в 60 % готовности) |            |

## Хронология
В 1920 году большой германский «суперэсминец» — «S-113», стал военным трофеем ВМС Франции, под названием «Амираль Сенэ». Специальная комиссия, под руководством корабельного инженера Паоли произвела тщательное изучение этого нестандартного эсминца, французы были поражены величиной водоизмещения и мощностью артиллерийского вооружения. Результаты работы комиссии, в значительной степени повлияли на преодоление психологического барьера, при разработке тактико-технических требований для проектирования первого французского большого «контр-миноносца».